# Gerhard Bremer
Gerhard Bremer (Delligsen, Baja Sajonia, julio de 1917-Alicante, España, 29 de octubre de 1989) fue un oficial alemán de las Waffen-SS. Fue acusado de crímenes de guerra relacionados con el desembarco de Normandía pero huyó a la España franquista, donde obtuvo refugio y trabajó como contratista de construcción.

## Trayectoria
Bremer asistió al gymnasium de Alefeld entre 1927 y 1933 y a la napola (Escuela Política Nacional) de Plön entre las Pascuas de 1933 y 1936, donde se graduó de la educación secundaria en 1936. El 1 de octubre de 1936 se incorporó voluntario al 3.er Batallón de la SS-Standarte Germania en Wolterdingen con el número de las SS 310.405. El 10 de junio de 1937 solicitó ser miembro del Partido Nazi y fue admitido retroactivamente con fecha 1 de mayo del mismo año y número de afiliado 5.274.225. En 1937 asistió a la escuela SS-Junker de Bad Tölz y en el otoño de 1938 llegó a Berlín-Lichterfelde como SS-Untersturmführer de la 10.ª Compañía de la Leibstandarte SS Adolf Hitler. Participó en la ocupación de los Sudetes en 1938 y en las demás campañas de la Segunda Guerra Mundial.
Durante la invasión de Polonia a partir de septiembre de 1939, recibió la Cruz de Hierro de 2.ª Clase como oficial de ordenanza y ayudante en el Estado Mayor del 3.er Batallón cerca de Varsovia y la Cruz de Hierro de 1.ª Clase en Flandes, ya en 1940. También participó en la invasión de los reinos de Yugoslavia y Grecia (1941). En el frente oriental (junio de 1941) fue desplegado en el sur de Rusia y posteriormente fue transferido al departamento de reconocimiento de la Leibstandarte. Al tomar Mariúpol a orillas del mar de Azov, fuertemente defendida por el Ejército Rojo.
Bremer dirigió la Compañía de Motociclistas hasta abril de 1943, luego fue ascendido a SS-Hauptsturmführer y asumió la dirección del 3.er Batallón del SS Panzergrenadier Regiment 26 de la 12.ª División Panzer SS Hitlerjugend. En abril de 1944, fue nombrado comandante del Departamento de Reconocimiento Panzer SS 12 en Bélgica, sucediendo a Erich Olboeter. En Caen, se hizo cargo de la protección del flanco izquierdo de la división. Allí ofreció una resistencia fanática a las tropas enemigas. Según los informes, Gerhard Bremer estuvo implicado en crímenes de guerra por la ejecución de prisioneros de guerra canadienses en Putot-en-Bessin. Después salió de la bolsa de Falaise con los restos de su división y siguió la retirada general de la Wehrmacht desde el Sena hasta el Mosa. Estableció una posición de contención en la zona de Namur, cubriendo una amplia sección de la franja de retirada del 5.º Ejército Panzer que resistió a las tropas estadounidenses del general Patton. Por ello, Bremer recibió la 668.ª Cruz de Caballero con Hojas de Roble.
Despois de la renovación del departamento de Westfalia, Bremer participó en la ofensiva de las Ardenas y, tras su fracaso, fue desplegado en Hungría en febrero de 1945. 
Al final de la guerra, él y el resto de su unidad se encontraban en la zona de St. Pölten y se rindieron a las fuerzas soviéticas.

### Posguerra
Fue prisionero de guerra en Francia, en julio de 1948 fue liberado y en 1954 emigró junto con su esposa Almut a Denia (España) sin ser juzgado por crímenes de guerra. Como contratista de construcción y administrador de propiedades, construyó allí un complejo de bungalows, que después de su muerte continuaron su hijo Gerd y la esposa de este. En este complejo se instalaron principalmente alemanes (como lugar de vacaciones o residencia permanente). En ese momento, la propia ciudad era el punto de contacto de muchos oficiales de alto rango de las SS y criminales de guerra. Otto Skorzeny, Johannes Bernhardt (NSDAP-AO), Anton Galler, Otto Ernst Remer y el médico de las SS Aribert Heim vivieron allí durante mucho tiempo.
Gerhard Bremer murió el 29 de octubre de 1989 a los 72 años en Alicante. Fue enterrado en Denia.